# Михаил Горбачов
Михаил Сергејевич Горбачов (рус. Михаил Сергеевич Горбачёв; Привољноје, 2. март 1931 — Москва, 30. август 2022) био је политички вођа Совјетског Савеза од 1985. до 1991. године и генерални секретар Комунистичке партије Совјетског Савеза. Његов покушај реформи је довео до краја Хладног рата, али је такође довео и до краја врховне политичке власти Комунистичке Партије Совјетског Савеза (КПСС) и до распада Совјетског Савеза. Награђен је Нобеловом наградом за мир 1990. године.
Једини је вођа СССР-а који је у тој држави рођен, сваки претходни је био рођен у Руској Империји.

## Детињство, младост и политичка каријера
Михаил Горбачов је рођен у сељачкој породици у месту Привољноје близу Ставропоља у јужној Русији. Одрастао је под тоталитарним режимом Јосифа Стаљина; његови деда и баба су били депортовани јер су били богатији сељаци (кулаци). Упркос невољама, био је одличан у школи. Сматран је за најинтелигентнијег у разреду, са посебним интересовањем за историју и математику. По завршетку школе, помогао је оцу да пожање рекордан принос на колхозу, за шта је одликован Орденом Црвене радничке заставе. То је било реткост да неко у његовим годинама добије тако велику почаст. Скоро је сигурно да му је ова награда, заједно са његовом интелигенцијом помогла да осигура место на Московском универзитету, где је студирао право. Мора се такође напоменути да је за место на таком престижном универзитету, било врло често потребно имати политичке тежње, заједно са интелектуалним способностима. Док је студирао у Москви, упознао је своју будућу жену Рајсу. Венчали су се септембра 1953. и преселили се у Горбачовљев родни крај где је дипломирао 1955.
Горбачов је ступио у КПСС 1952. у својој 21. години. 1966. је добио дописну диплому агронома-економисте од Пољопривредног института. Његова каријера је напредовала брзо и 1970. је именован за Првог секретара за пољопривреду и следеће године је постао члан Централног комитета. 1972. је био на челу совјетске делегације у Белгији, а две године касније, 1974. је постао представник у Врховном совјету и председник сталне комисије за питања омладине.
Године 1979, Горбачов је унапређен у Политбиро. Ту је стекао наклоност Јурија Андропова, шефа КГБ и такође пореклом из Ставропоља и даље је унапређен током Андроповљевог кратког времена на челу Партије пре своје смрти 1984. Са дужностима над кадровима, радећи заједно са Андроповим, сменио је 20% највиших владиних министара и регионалних гувернера, често млађим људима. Током тог периода, Григориј Романов, Николај Ришков и Јегор Лигачев су унапређени, а последња двојица су радила блиско са Горбачовим, Ришков у економији, Лигачев са кадровима. Такође је био близак Константину Черњенку, Андроповљевом наследнику, коме је служио као други секретар.
Његове позиције у новој КПСС су створиле више прилика да путује ван граница и то ће чврсто утицати на његове политичке и друштвене погледе у будућности када буде постао вођа земље. 1975. предводио је делегацију у Западну Немачку, а 1983. је предводио совјетску делегацију у Канаду на састанак са премијером Пјером Трудоом и члановима канадског Дома комуна и Сената. 1984 је путовао у Уједињено Краљевство, где се сусрео са премијерком Маргарет Тачер.

## Генерални секретар КПСС
Након смрти Константина Черњенка, Михаил Горбачов је изабран за Генералног секретара КПСС 11. марта 1985. Постао је први лидер Партије који је рођен након Руске револуције 1917. Као de facto владар Совјетског Савеза, покушао је да реформише стагнирајућу Комунистичку партију и државну економију увођењем гласности (“отвореност”), перестројке (“реструктурирање”) и ускоренија (“убрзања економског развоја”), који су покренути на 27. конгресу КПСС фебруара 1986.

## Реформе и демократизација

### Унутрашње реформе
У унутрашњој политици, Горбачов је спроводио економске реформе за које се надао да ће побољшати животни стандард и радничку продуктивност као део свог програма перестројка. Ипак, многе од тих реформи су се сматрале радикалним за своје време од стране чврсте линије у совјетској влади.
Године 1985, Горбачов је обзнанио да је совјетска економија стала и да је потребна реорганизација. У почетку његове реформе су се звале ускореније, али је касније термин перестројка постао популарнији.
Горбачов није радио у тајности. Иако се Брежњевљева ера обично сматрала као економска стагнација, бројни економски експерименти (посебно у организовању предузећа и партнерства са западним компанијама) су се одвили. О бројним реформским идејама су расправљали руководиоци склони технократији, који су за то често користили просторије Савеза младих комуниста. Такозвана Комсомолска генерација ће се показати као Горбачовљева најприхватљивија публика и расадник многих пост-комунистичких привредника и политичара, посебно у Балтичким земљама.
Прва реформа представљена за време Горбачова је била алкохолна реформа 1985, која је замишљена да се бори против широко распрострањеног алкохолизма у Совјетском Савезу. Цене вотке, вина и пива су подигнуте, а њихова продаја је била ограничена. Људима који су ухваћени пијани на послу или на јавним местима се одмах судило. Забрањена су пића на јавним местима и у возовима. Сцене конзумирања алкохола су избациване из филмова. Реформе нису имале значајнијег утицаја на алкохолизам у земљи, али су економски биле озбиљан ударац за државни буџет (губитак од око 100 милијарди рубљи према Александру Јаковљеву) након што се производња алкохола преселила на црну берзу.
Алкохолна реформа је била окидач која је изазвала ланац дешавања који се завршио распадом Совјетског Савеза и дубоком економском кризом у новооснованој Заједници Независних Држава шест година касније.
Закон о кооперацији донесен маја 1988. је била можда најрадикалнија економска реформа током прве половине Горбачовљеве ере. Први пут после Лењинове Нове економске политике, закон је дозвољавао приватно власништво у делатностима услуга, занатства и спољне трговине. Закон је у почетку наметнуо високе порезе, али је касније измењен да би се избегло обесхрабривање приватног сектора. Под овом одредбом, приватни ресторани, продавнице и занатске радње су постале део совјетске сцене. Треба напоменути да су неке републике игнорисале ова ограничења. На пример, у Естонији приватницима је било дозвољено да склапају партнерства са страним компанијама.
Велике државне организације су почеле да се реструктуришу. Аерофлот је, на пример, подељен у неколико независних предузећа, од којих су неке постале језгро за будуће независне ваздухопловне компаније. Ове нове аутономне организације су охрабриване да би привлачиле страна улагања.
Горбачовљево представљање гласности је дало нове слободе људима, као што је већа слобода говора. Ово је била радикална промена, пошто су контрола говора и спречавање критиковања владе биле део совјетског система. Штампа је постала мање контролисана, а хиљаде политичких противника је ослобођено. Горбачовљев циљ предузимања гласности је био да изврши притисак на конзервативце у КПСС који су се супротстављали његовој политици економског реструктурирања, и такође се надао да ће кроз другачији ниво отворености, разговора и учествовања, совјетски народ подржати његове реформске иницијативе.
Јануара 1987, Горбачов је затражио демократизацију: убацивање демократских елемената као што су избори између више кандидата у совјетски политички процес. Јуна 1988. на 27. конгресу КПСС, Горбачов је покренуо радикалне реформе са намером да смањи контролу партије у владином апарату. Децембра 1988. Врховни Совјет је дозволио оснивање Конгреса народних депутата, који су уставни амандмани основали као ново законодавно тело Совјетског Савеза. Избори за Конгрес су одржани широм СССР у марту и априлу 1989. 15. марта 1990. Горбачов је изабран за првог председника Совјетског Савеза.

### Ново мишљење
У међународној политици Горбачов је желео да побољша односе и трговину са Западом. Успоставио је блиске односе са неколико западних лидера, као што су Маргарет Тачер – која је изјавила: Волим господина Горбачова, можемо заједно да радимо послове – канцелар Западне Немачке Хелмут Кол и амерички председник Роналд Реган. 11. октобра 1986. Горбачов и Реган су се састали у Рејкјавику да би разговарали о смањењу нуклеарног оружја средњег домета у Европи. Ово је довело до потписивања Споразума о нуклеарним ракетама средњег домета 1987.
Фебруара 1988, Горбачов је објавио повлачење совјетских снага из Авганистана. Повлачење се завршило следеће године, иако се грађански рат наставио пошто су Муџахедини желели да збаце просовјетски режим Мохамеда Наџибулаха. Процењено је да је 15.000 Совјета убијено у сукобу између 1979. и 1989.
Такође током 1988, Горбачов је објавио да ће Совјетски Савез напустити Брежњевљеву доктрину и дозволити народима Источног блока да сами изаберу своју унутрашњу политику. Ово се показало као најрадикалније достигнуће Горбачовљеве реформе спољне политике, коју је портпарол његовог министра иностраних послова назвао Синатрина доктрина. Напуштање Брежњевљеве доктрине је довело до низа револуција у источној Европи током 1989, у којима је срушен комунизам. Са изузетком Румуније, побуне против просовјетских режима су биле мирне.
Посетио је Југославију 14. марта 1988. године, и обишао је Београд, фабрике у Словенији, и Дубровник. То је била прва званична посета вође СССР-а Југославији још од Титове сахране маја 1980. године, када је Леонид Брежњев дошао у Београд.
Нестанак совјетске превласти широм источне Европе је окончао Хладни рат и за ово је Горбачов награђен Нобеловом наградом за мир 15. октобра 1990.

### Пуч и крај владавине
Док су Горбачовљеве политичке иницијативе биле позитивне за слободу и демократију у Совјетском Савезу и источној Европи, економска политика његове владе је постепено довела земљу близу пропасти. До краја осамдесетих, неколико несташица основних животних намирница (месо, шећер) је довело до поновног увођења ратног система расподеле користећи бонове који су ограничили сваком грађанину извесну количину производа током месеца. У поређењу са 1985, државни дефицит је порастао са 0 на 109 милијарди рубљи, резерве злата су се смањиле са 2.000 на 200 тона, а инострани дуг је порастао са 0 на 120 милијарди долара.
Даље, демократизација Совјетског Савеза и источне Европе је ненадокнадиво поткопала моћ КПСС и самог Горбачова. Горбачовљево избегавање цензуре и покушаји да створи још више политичке отворености су довели до поновног буђења дуго потискиваног национализма и антируских осећања у совјетским републикама. Захтеви за већу независност од Москве су постајали све гласнији, посебно у балтичким републикама Естонији, Литванији и Летонији које је Стаљин припојио Совјетском Савезу 1940. Националистичка осећања су се такође појавила у Грузији, Украјини, Јерменији и Азербејџану. Горбачов је ослободио снагу која ће на крају уништити Совјетски Савез.
Дана 10. јануара 1991. Михаил Горбачов је упутио ултиматум литванској Врховној скупштини захтевајући враћање правоснажности устава Совјетског Савеза у Литванији и повлачење свих противуставних закона. Следећег дана Горбачов је дозволио покушај совјетске војске да збаци литванску владу. Као резултат је погинуло 14 цивила а више од 600 је рањено између 11. и 13. јануара 1991 у Вилњусу. Јака реакција Запада и акције руских демократских снага су ставиле председника и владу Совјетског Савеза у неугодну ситуацију, док су вести подршке од западних демократија почеле да пристижу.
Горбачовљев одговор на растући сепаратизам република је стварање новог споразума о савезу који ће створити истинску федерацију на добровољној основи у знатно демократизованом Совјетском Савезу. Нови споразум су снажно подржале централноазијске републике, којима је била потребна економска моћ и тржиште Совјетског Савеза да би напредовале. Ипак, радикалнији реформисти као што је председник Руске СФСР Борис Јељцин, су били чврсто убеђени да је брз прелаз на тржишну економију неопходан и били су више него срећни да подрже распад Совјетског Савеза ако то буде потребно да остваре своје циљеве.
Насупрот млаком приступу реформатора новом споразуму, тврда линија бирократа, још увек снажних у КПСС и војном врху, била је против било чега што је могло довести до распада Совјетског Савеза. Дан уочи потписивања споразума, тврдолинијаши су напали. Они су покренули Августовски пуч 1991. у покушају да збаце Горбачова са власти и спрече потписивање новог споразума о савезу. За то време, Горбачов је провео три дана (од 19. до 21. августа) у кућном притвору у свом летњиковцу на Криму, пре него што је ослобођен и враћен на власт. Ипак, након свог повратка, Горбачов је открио да се ни савез ни руске структуре моћи не обазиру на њега пошто је подршка прешла на страну Јељцина, чији је инат довео до неуспеха пуча. Зато је Горбачов био принуђен да отпусти велики део свог Политбироа и, у неколико случајева, да их ухапси. Међу ухапшенима за велеиздају је била Банда осморице, која је предводила пуч.
Горбачов је тежио да очува КПСС као јединствену партију, али усмерену ка социјалној демократији. Својствене противречности свог приступа – величање Лењина, дивљење шведском социјалном моделу и тежња за задржавањем припојених балтичких држава војном силом – су биле веома велике. Али када је КПСС стављена ван закона након Августовског пуча, Горбачову није преостала ефикасна база осим оружаних снага. На крају је Јељцин победио и ту обећањима да ће добити више новца. На крају је Горбачов поднео оставку 25. децембра 1991. и СССР је био и званично распуштен.
Горбачов је генерално добро оцењен на Западу након што је окончао Хладни рат. Ипак у Русији, његов углед је био врло низак јер је означен да је довео до колапса државе и да је одговоран за економску беду која је следила. И поред тога, анкете показују да је већина Руса задовољна резултатима појединачних циљева перестројке, Горбачовљевог главног законодавног наслеђа и слободе која је дошла као резултат.

## Политичке активности након оставке
Горбачов је основао међународни фонд социо-економских и политичких студија познат под именом Горбачовљева фондација 1992. 1993. је основао Међународни зелени крст, са којим је био један од три највећа покровитеља Повеље Земље. Такође је постао члан Римског клуба.
Године 1996, Горбачов се кандидовао за председника Русије, али је добио само 1% гласова, вероватно због незадовољства након распада Совјетског Савеза.
Године 1997, Горбачов је глумио у реклами за Pizza Hut која је снимљена у Америци да био прикупио новац за Архиву перестројке.
Дана 26. новембра 2001, Горбачов је основао Социјалдемократску партију Русије, која је била савез неколико руских социјалдемократских партија. Поднео је оставку на место вође партије у мају 2004. због несугласица са председником партије због правца предузетог у изборној кампањи децембра 2003.
Јуна 2004, Горбачов је представљао Русију на сахрани Роналда Регана.
Септембра 2004, након чеченских терористичких напада широм Русије, председник Владимир Путин је покренуо иницијативу да се замени избор регионалних гувернера системом којим би они били именовани од стране Председника и одобрени од стране регионалних скупштина. Горбачов, заједно са Борисом Јељцином, је критиковао Путинове акције као корак назад од демократије.
Године 2005, Горбачов је награђен наградом Point Alpha због своје подршке уједињењу Немачке. Такође је добио почасни докторат Минстерског универзитета.
Подржао је руску анексију Крима, и резултате референдума о статусу Крима 2014. Због коментара и ставова о томе му је Украјина 2016. године забранила улаз на пет година.

## Смрт
Преминуо је 30. августа 2022. године у Москви после дуге болести. Сахрањен је 3. септембра на московском гробљу Новодевичје, поред своје супруге Раисе.